# Rudolf Anschober
Rudolf Anschober (Wels, 1960. november 21. –) Ausztria szociális és egészségügyi minisztere volt.

## Életpályája
Schwanenstadtban és Vöcklabruckban járt iskolaba.
A salzburgi Pedagógiai Akadémia elvégzése után 1983 és 1990 között iskolai tanár volt.
1990-ban a Nemzeti Tanács (Nationalrat) tagja lett.
1997 és 2003 között a felső-ausztriai parlament (Landtag) képviselője volt, majd a tartományi  kormány tagja.
2012 őszén kiégési szindróma miatt három hónapig beteg volt.
2021. április 13-án Anschober bejelentette lemondását a miniszteri hivatalból. Egészségügyi problémákkal indokolta: keringési összeomlás, emelkedő vérnyomás és cukorszint, valamint a fülzúgás megjelenése.

## Fordítás
- Ez a szócikk részben vagy egészben  a   Rudolf Anschober  című német Wikipédia-szócikk ezen változatának fordításán alapul.  Az eredeti cikk szerkesztőit annak laptörténete sorolja fel. Ez a jelzés csupán a megfogalmazás eredetét és a szerzői jogokat jelzi, nem szolgál a cikkben szereplő információk forrásmegjelöléseként.